# Tchórz zwyczajny
Tchórz zwyczajny, tchórz pospolity, tchórz europejski (Mustela putorius) – gatunek drapieżnego ssaka z rodziny łasicowatych, protoplasta fretki domowej.

## Występowanie i biotop
Występuje niemal w całej Europie aż po Ural, oprócz północnej części kontynentu i południa Półwyspu Bałkańskiego. Żyje w lasach, zagajnikach i zaroślach. Czasami zasiedla gospodarstwa wiejskie.

## Charakterystyka

### Wygląd
Długość ciała 30–46 cm, ogona 11–17 cm, masa ciała zróżnicowana; u samców 0,85–1,5 kg, u samic 0,6–0,8 kg. Wierzch ciała ma ubarwienie ciemnobrunatne, spód ciała i nogi ciemnobrązowe, niemal czarne, wargi i końce uszu białe. U młodych ubarwienie ciała jest bardzo jasne, niemal białe.

### Tryb życia
Jest typowym drapieżnikiem. Ze względu na nieduże rozmiary ciała poluje głównie na drobne owady, jaszczurki, płazy, gryzonie, a także ryby. Jesienią
żywi się dodatkowo owocami. Jest raczej cichym samotnikiem, prowadzącym skryty tryb życia. Dzień przesypia w wykrotach lub w norach opuszczonych przez inne zwierzęta.

### Rozmnażanie
Ciąża trwa 40 dni. Samica rodzi 1 miot, zwykle w miesiącach od marca do kwietnia. W miocie jest od 3 do 8 młodych. Rodzą się ślepe i białe po czym stopniowo stają się brązowe. Oczy otwierają dopiero w 5 tygodniu życia. Usamodzielniają się po 2-3 miesiącach. Żyją do 5 lat w naturze, do 10 lat w niewoli.

## Podgatunki
Wyróżnia się siedem podgatunków tchórza zwyczajnego:
- M. putorius anglia
- M. putorius aureola
- M. putorius caledoniae
- fretka domowa (M. putorius furo) – udomowiona forma tchórza
- M. putorius mosquensis
- M. putorius putorius
- M. putorius rothschildi

## Ochrona
Od 1992 roku liczebność tchórza spadła i nie udaje się temu zapobiec.